# Gerenciamento de crises
Gerenciamento de crise é um método administrativo que visa a redução de prejuízos no momento em que ocorre algo inesperado, com potencial de trazer prejuízos financeiros, administrativos ou à reputação da marca de uma determinada organização.
Esta atividade possui alta criticidade, visto que lida com um problema - geralmente de grande magnitude - e que mal trabalhada poderá influir diretamente na continuidade desta organização, causando até a cessão de suas atividades.

## O plano de gerenciamento de crises
Para que uma crise seja bem administrada, é necessária a existência prévia de um planejamento bem elaborado e factível.
Este plano possui diversas etapas, as quais destacamos:
- Levantamento de riscos
- Diagnóstico de ameaças
- Planejamento de processos
- Implementação
- Manutenção

Todas estas etapas devem estar sinergicamente ligadas e a manutenção é de extrema importância para que o plano seja executado imediatamente na sua ativação.